# Chydaeopsis lumawigi
Chydaeopsis lumawigi är en skalbaggsart som beskrevs av Stefan von Breuning 1980. Chydaeopsis lumawigi ingår i släktet Chydaeopsis och familjen långhorningar.
Artens utbredningsområde är Filippinerna. Inga underarter finns listade i Catalogue of Life.